# Симеон Владимирски
Епископ Симеон († 1314., Суздаљ) је био епископ владимирски, суздаљски и нижегородски (1295-1299), ростовски и јарославски (1299-1311).

## Биографија
Посвећен је у чин епископа на Владимирској катедри 1295. године од страане Максима митрополита кијевског и целе Русије. Са Исмаилом, епископом сарајским, 1296. године, на сабору кнезова у граду Владимиру, он их је „смирио и одушевио“. Наклоност, како је то исказано у Новгородској хроници, била је толика да се „за мало Бог удаљио од крвопролића, и сваки је отишао кући својим путем“.
Дана 18. априла 1299. године, митрополит Максим, „не трпећи татарско насиље, остави митрополију у Кијеву, и побегне из ње“ у Владимир са свим својим свештенством, а Симеону препусти ростовски трон, који је тада био упражњен јер је га је напустио епископ Тарасије. Годину дана касније, након пресељења у Ростов, епископ Симеон је пратио митрополита Максима у Велики Новгород, где су 29. јуна 1300. године хиротонисали локалног архиепископа Теоктиста.
Напустио је епархију 1311. године, а умро је 1314. године у Суздаљу.